# Brallo di Pregola
Brallo di Pregola là một đô thị ở tỉnh Pavia trong vùng Lombardia của Ý, có cự ly khoảng 80 km về phía nam của Milano và khoảng 50 km về phía nam của Pavia. Tại thời điểm ngày 31 tháng 12 năm 2004, đô thị này có dân số 832 người và diện tích là 46,3 km².
Brallo di Pregola giáp các đô thị sau: Bobbio, Cerignale, Corte Brugnatella, Santa Margherita di Staffora, Zerba.